# Rudolf Kleiner (Jurist)

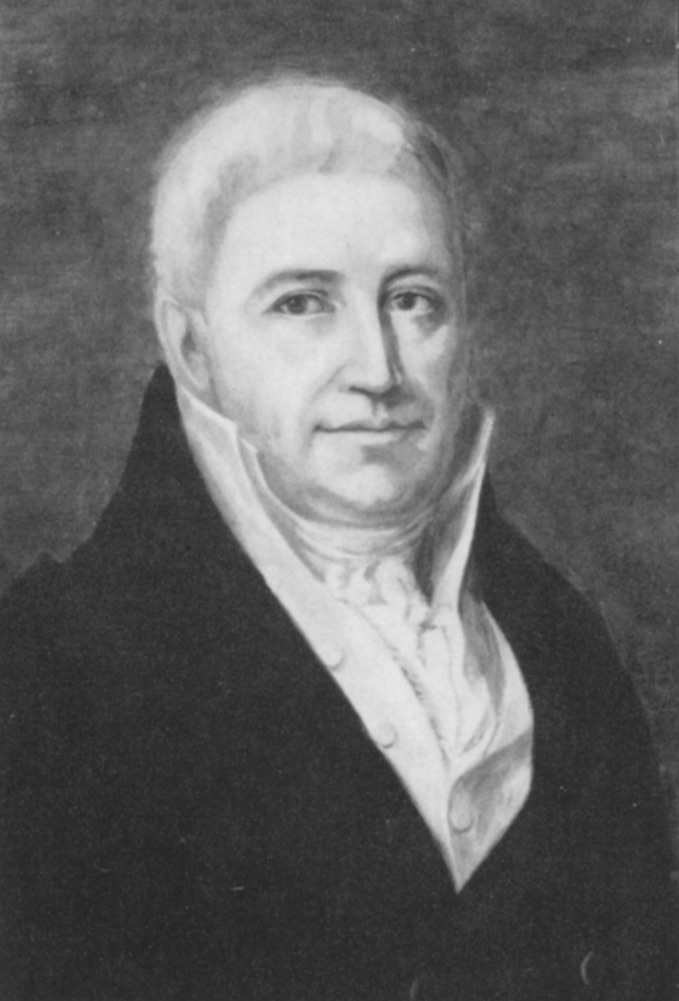
Rudolf Kleiner

Rudolf Kleiner (* 26. Januar 1758 in Königshofen; † 7. August 1822 in Wildbad) war ein deutscher Jurist und Verwaltungsbeamter und erster Oberamtmann des 1807 errichteten Oberamtes Neckarsulm, vergleichbar mit einem heutigen Landrat.

## Leben
Rudolf Kleiner studierte Rechtswissenschaften an den Universitäten Heidelberg und Mainz. Danach wurde er beim Deutschen Orden Regierungsadvokat in Mergentheim und wurde 1789 dort zum Hof- und Regierungsrat ernannt. Kleiner wurde 1791 Obergerichtsverwalter in Ellingen, 1794 Obermarschkommissär des Fränkischen Kreises und schließlich 1803 Stadt- und Landamtmann des Deutschen Ordens in Neckarsulm. Nachdem Neckarsulm zu Württemberg gekommen war, wurde Kleiner in württembergische Dienste übernommen und zum ersten Leiter und Oberamtmann des neu geschaffenen Oberamtes Neckarsulm ernannt. Kleiner wechselte 1808 als Oberregierungsrat zur inneren Verwaltung im Ministerium in Stuttgart.